# Simothraulopsis diamantinensis
Simothraulopsis diamantinensis is een haft uit de familie Leptophlebiidae. De wetenschappelijke naam van de soort is voor het eerst geldig gepubliceerd in 2010 door Mariano.
De soort komt voor in het Neotropisch gebied.